# Кэмпбелл, Джек
Джек Кэмпбелл (англ. Jack Campbell; род. 9 января 1992, Порт-Гурон, Мичиган) — профессиональный американский хоккеист, вратарь команды НХЛ «Детройт Ред Уингз».

## Клубная карьера
Кэмпбелл считался одним из самых перспективных вратарей драфта НХЛ 2010. Он был выбран под номером 11 командой «Даллас Старз».
17 июня 2015 года Кэмпбелл продлил контракт с «Далласом» на один год.
25 июня 2016 года права на Кэмпбелла, чей контракт заканчивался спустя несколько дней, были обменяны в «Лос-Анджелес Кингз» на защитника Ника Эберта.
12 июля 2016 года Кэмпбелл подписал контракт с «Лос-Анджелесом».
30 июня 2024 года «Эдмонтон Ойлерз» выкупили контракт Кэмпбелла, и он стал свободным агентом. В качестве свободного агента он подписал однолетний контракт с «Детройт Ред Уингз» на сумму $775.000.

## Карьера в сборной
В 2010, 2011 и 2012 годах выступал в составе молодёжной сборной США на Чемпионатах мира среди молодёжных команд и в 2010 году в составе команды стал чемпионом мира, а в 2011 году завоевал бронзовую медаль.
Также в составе сборной США участвовал в Чемпионатах мира по хоккею с шайбой 2011 и 2015 годов.